# Odontaster validus
Odontaster validus  (лат.) — вид морских звёзд отряда вальватиды (семейство Odontasteridae). Встречаются в водах Антарктики и близлежащих островов.

## Описание
Odontaster validus имеют 5 коротких лучей и широкий диск, общий размер до 10 см в диаметре. Окраска тела варьирует от розовой до красной.

## Распространение
Odontaster validus одна из самых обычных морских звезд в Антарктике, обнаружена на глубинах до 900 м в холодных водах около Антарктиды, включая Антарктический полуостров, острова Южная Георгия, Южные Шетландские острова, Южные Оркнейские острова, скалы Шаг, Острова Принс-Эдуард (ЮАР) и Остров Буве.

## Биология
По типу питания Odontaster validus — хищник и падальщик. Потребляет в качестве пищи всё, что находит на морском дне, включая падаль, останки различных животных, детрит, экскременты тюленей, красные водоросли, двустворчатых моллюсков («атакуют» их плотные поселения, называемые «мидиевыми банками», Mytilidae), губок, гидроиды, других морских звезд (они нападают на морских анемонов и другие виды морских звезд), морских ежей, равноногих, мшанок, амфипод, личинок ракообразных, ракушковых ракообразных, креветок и диатомовые водоросли. Экологически важный вид, контролирующий численность звёзд вида Acodontaster conspicuus. Развитие до полной зрелости проходит от 3 до 6 лет, но общая продолжительность жизни может достигать 100 лет. Низкий уровень метаболизма позволяет выживать в холодных водах при нулевых и минусовых температурах (–1.8 °C). Оогенез происходит с августа по февраль, яйца развиваются около 18 месяцев.
Odontaster validus не «атакуют» особей своего вида, но могут «атаковать» представителей других видов морских звёзд, видимо, отличая их с помощью хеморецепторов.